# Demografía de Pakistán

## Población

### Población actual
240 485 660 habitantes (2023 est.)

### Proyecciones
| Año  | Población Pakistaní | Fuente |
| ---- | ------------------- | ------ |
| 2030 | 274 449 386         | [ 4 ]  |
| 2040 | 328 174 066         | [ 4 ]  |
| 2050 | 389 457 701         | [ 4 ]  |
| 2060 | 466 915 159         | [ 4 ]  |
| 2070 | 570 398 392         | [ 4 ]  |
| 2080 | 689 444 085         | [ 4 ]  |
| 2090 | 814 292 349         | [ 4 ]  |
| 2100 | 978 253 413         | [ 4 ]  |

## Principales ciudades
Los dramáticos cambios sociales han terminado en una rápida urbanización y la emergencia de megaciudades. Entre 1990 y 2003, Karachi se convirtió en la segunda ciudad más urbanizada del sur de Asia, haciendo de la población urbana el 36% de la población total. Además, el 50% de los pakistaníes residen en pueblos de 5.000 personas o más.

## Etnias
Pakistán tiene una sociedad multicultural y multiétnica, y tiene una de las poblaciones refugiadas más altas del mundo.

## Migración
También ha sufrido, y sufre, una constante emigración para buscar mejores condiciones de vida y mayor estabilidad económica. Los emiratos de Oriente Medio, Estados Unidos, Canadá, Australia y el Reino Unido son los principales destinos de los emigrantes pakistaníes.